# 肯恩·考夫曼
肯恩·考夫曼（Kenn Kaufman，1954年—）是一位美国作家、艺术家、鸟类专家、博物学家和环保论者，以写有几种流行的野外手册 (如北美的鸟类、蝴蝶) 而著称。
考夫曼生于印第安纳州的南本德，6岁时就开始观鸟，16岁时受观鸟开拓者罗杰·托瑞·彼得森的启发，他放弃了高中学业，而开始搭车在北美寻鸟。3年后，也就是1973年，他建立了大部分北美鸟类的记录 (671)，在此记录种，过去不被鸟类研究视作北美的地区，比如下加利福尼亞州，也被归入了北美，此后渐被采纳。他的跨国观鸟之旅，行程8000多英里，后被收入回忆录 Kingbird Highway。
此后，他致力于对鸟类野外手册的更新和扩展。1992年，他被美国观鸟协会授予Ludlow Griscom Award 。
考夫曼现居住于俄亥俄州的Rocky Ridge。

## 书目
- Kaufman Focus Guides: Birds of North America
- Kaufman Focus Guides: Butterflies of North America (with Jim P. Brock)
- Kingbird Highway ISBN 0-395-77398-9
- Lives of American Birds
- The Peterson Guide to Advanced Birding